# 1-я механизированная бригада (Великобритания)
1-я механизированная бригада (англ. 1st Armoured Infantry Brigade) — тактическое соединение в составе 3-й дивизии Великобритании.
Ранее бригада носила название: 1-я (гвардейская) бригада (англ. 1st (Guards) Brigade), 1-я пехотная бригада (англ. 1st Infantry Brigade), 1-я механизированная бригада (англ. 1st Mechanised Brigade) и, в соответствии с реформой Армия 2020, получила новое наименование — 1-я бронепехотная бригада (англ. 1st Armoured Infantry Brigade).
В соответствии с программой Future Soldier, бригада объединится с 1-й артиллерийской бригадой, чтобы сформировать 1-ю ударную бригаду глубокой разведки (1st Deep Reconnaissance Strike Brigade Combat Team).

## Участие в боевых действиях

### Ирак
Принимала участие в операции Телик (Operation Telic).

### Афганистан
Бригада была развёрнута в Афганистане в рамках операции Herrick XVIII. Затем была развёрнута снова в 2014 году под командованием бригадного генерала Руперта Джонса.

## Структура

### 2019 год
Бригада дислоцируется в Тидворт-Кэмпе и является одной из составных частей реакционных сил, представляющих собой ударные части британской армии, имеющие в своём распоряжении танки и поддержку 155-мм артиллерии от 1-й артиллерийской бригады. В 2019 году бригада имела следующий состав:
- Дворцовый кавалерийский полк (Household Cavalry Regiment) (БРМ FV107 Scimitar[5]);
- Его Величества королевский гусарский полк (The King’s Royal Hussars) (54 ОБТ Challenger 2, машины на базе CVR(T)[6]);
- 1-й батальон Йоркширского полка (1st Battalion, The Yorkshire Regiment) (БМП Warrior[7]);
- 3-й батальон Стрелкового полка (3rd Battalion, The Rifles) (БМП Warrior).
- Королевский уэссекский йоменский полк (The Royal Wessex Yeomanry) — резервный бронетанковый полк.